# Старая Еловка
Старая Еловка — деревня в Бирилюсском районе Красноярского края России. Входит в состав Новобирилюсского сельсовета. Находится на правом берегу реки Чулым, примерно в 4 км к югу от районного центра, села Новобирилюссы, на высоте 174 метров над уровнем моря.

## Население
| 2010 |
| ---- |
| 152  |

Гендерный состав
По данным Всероссийской переписи населения 2010 года 71 мужчина и 81 женщина из 152 чел.

## Улицы
Уличная сеть деревни состоит из 2 улиц и 2 переулков.